# Giuliano Castellani

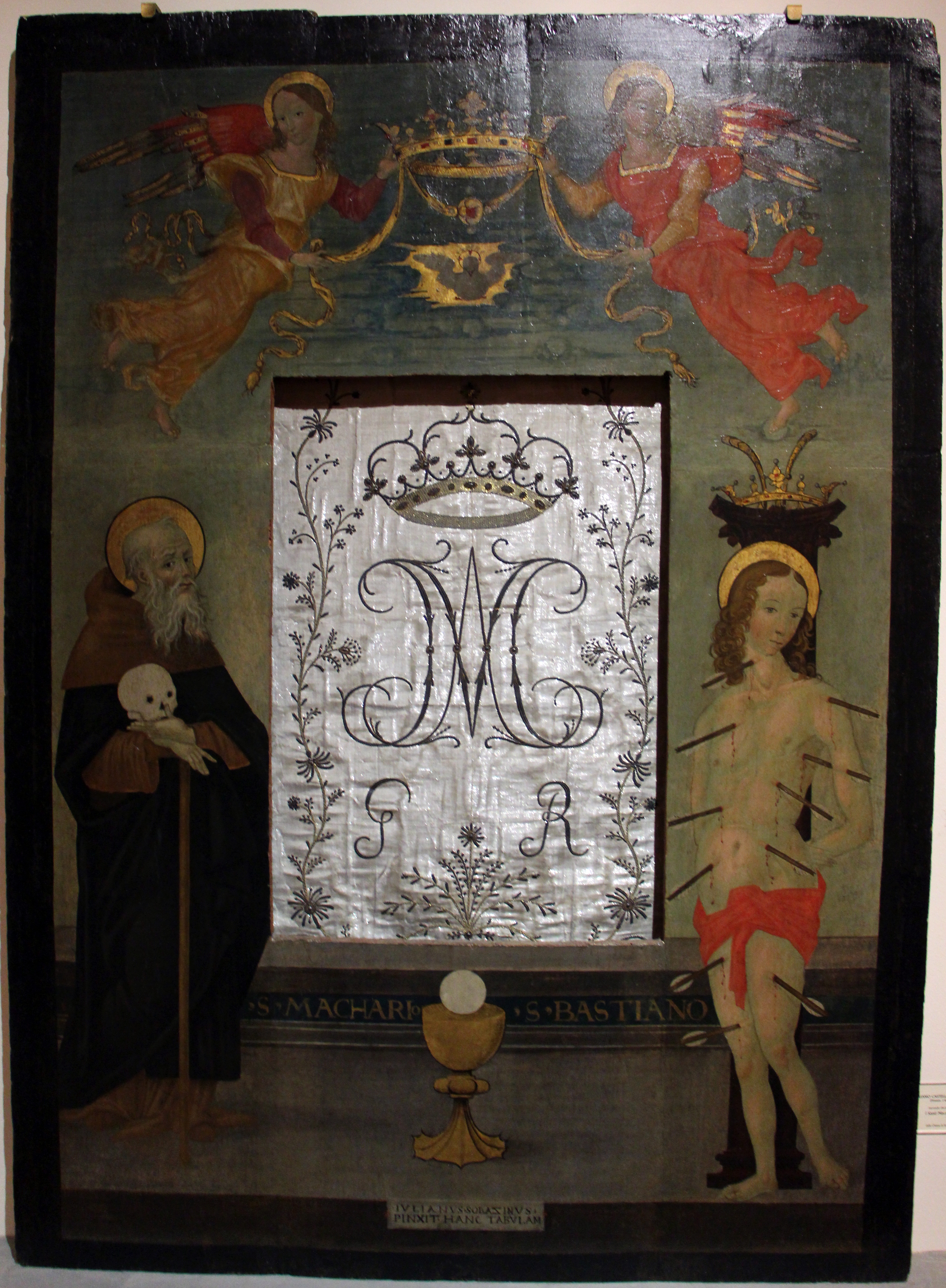
I Santia Macario e Sebastiano, Museo di Santa Verdiana

Giuliano Castellani, detto il Sollazzino (Firenze, 1470 circa – Pisa, 1543), è stato un pittore italiano.

## Biografia
Restaurò l'Inferno dell'Orcagna nel Camposanto di Pisa nel 1539, e fu autore di poche opere certe, da cui è stato estratto un corpus che lo colloca tra i pittori minori del primo Cinquecento toscano, dal gusto arcaizzante, legato ancora all'esempio di Alesso Baldovinetti e Domenico Ghirlandaio, sebbene aggiornato a qualche influsso della pittura umbra coeva.
Tra le opere che gli si ascrivono ci sono la pala di San Jacopo a Voltigiano, in Valdelsa, lo Stendardo processionale di Santo Spirito (Pistoia), una Madonna col Bambino (Musée du Petit Palais ad Avignone). Altre opere documentate ma scomparse sono due ante d'organo per Casole d'Elsa e una Madonna in trono già a Serravalle Pistoiese (1513).